# Diosdado Macapagal Bridge
De Diosdado Macapagal Bridge, is een tuibrug over de Agusan op drie kilometer ten zuiden van de stad Butuan op het zuidelijke Filipijnse eiland Mindanao. De brug werd gebouwd tussen mei 2004 en mei 2007 en vormt een belangrijke schakel in de 10,3 kilometer lange ringweg rond Butuan. Het doel van de aanleg van deze ringweg was het ontlasten van het verkeer op de Butuan-Cagayan de Oro-Iligan-weg dat tot de ingebruikname van de nieuwe brug allemaal over de 2,9 kilometer noordelijker gelegen Magsaysay Bridge in Butuan heen moest. De brug is vernoemd naar voormalig Filipijns president Diosdado Macapagal.
Het plan voor de brug en de omleidingsroute rond Butuan van het voormalig stadsbestuur van Butuan ten tijd van de regeerperiode van voormalig president Fidel Ramos. Het was president Gloria Macapagal-Arroyo, die het project definitief goedkeurde en doorvoerde. Het project werd gefinancierd met een lening van de Japan Bank for International Cooperation (JBIC) ter waarde van 2,2 miljard peso. De bouw begon op 6 mei 2004 en werd in mei 2007 afgerond. Op 10 juli 2007 werd de brug door Macapagal-Arroyo geïnaugureerd.